# Пірникоза Кларка
Пірникоза Кларка (Aechmophorus clarkii) — вид водних птахів родини пірникозових (Podicipedidae).

## Назва
Вид названо на честь натураліста Джона Генрі Кларка, який зібрав типові зразки для опису.

## Поширення
Птах гніздиться на великих озерах на заході Північної Америки. Взимку мігрує на тихоокеанське узбережжя. Популяції в Каліфорнії, Неваді, Аризоні та Мексиці не мігрують, залишаючись в гніздовому ареалі впродовж всього року.

## Опис
Досить великий птах, завдовжки 56 — 74 см, розмахом крил 60 — 80 см, вагою 700—1700 г. Стрункий птах з довгою тонкою шиєю і довгим дзьобом. Спина і крила темно-коричневого або темно-сірого кольору. Верх голови і задня частина шиї чорного кольору. Горло, воло і боки шиї — білі. Верхня частина лицьової частини голови чорна, нижня має білий колір. Махові пера другого порядку білого кольору, які видно під час польоту поганки у вигляді білих смуг на крилах. Черево біле. Очі червоні, оточені помаранчевим очним кільцем. Дзьоб довгий, дуже гострий, жовтого кольору. Ноги зовні сірі, з внутрішньої сторони жовтувато-оливкові.

## Спосіб життя
Трапляється на внутрішніх водоймах, як прісних, так і солоних. Спостерігається у змішаних зграях з іншими водними птахами. Живиться дрібною рибою та великими водними комахами. Сезон розмноження на півночі триває між травнем і липнем; в Мексиці він продовжується до жовтня. Гніздиться у загальних колоніях. Гніздо будує на мілководді на плавучій або стаціонарній платформі з рослинних решток. У гнізді 3-4 яйця. Інколи в одному гнізді відкладають яйця дві самиці. Інкубація триває 23 дні. За пташенятами доглядають понад 2 місяці.